# Sezon 2015/2016 w hokeju na lodzie
Sezon 2015/2016 w hokeju na lodzie to zestawienie rozgrywek reprezentacyjnych oraz klubowych w tej dyscyplinie sportu. W haśle zostały podane podia zawodów mistrzowskich, ligowych, pucharowych oraz turniejów towarzyskich.

## Rozgrywki reprezentacyjne
| Zawody                           | Miejsce i data                             | Turniej                    | 1 miejsce         | 2 miejsce | 3 miejsce         | Źródło |
| -------------------------------- | ------------------------------------------ | -------------------------- | ----------------- | --------- | ----------------- | ------ |
| Mistrzostwa Świata mężczyzn      | Moskwa, Sankt Petersburg 6 – 22 maja 2016  | Elita                      |                   |           |                   |        |
| Mistrzostwa Świata mężczyzn      | Katowice 23 – 29 kwietnia 2016             | I Dywizja Grupa A          |                   |           |                   |        |
| Mistrzostwa Świata mężczyzn      | Zagrzeb 17 – 23 kwietnia 2016              | I Dywizja Grupa B          |                   |           |                   |        |
| Mistrzostwa Świata mężczyzn      | Jaca 9 – 15 kwietnia 2016                  | II Dywizja Grupa A         |                   |           |                   |        |
| Mistrzostwa Świata mężczyzn      | Meksyk 9 – 15 kwietnia 2016                | II Dywizja Grupa B         |                   |           |                   |        |
| Mistrzostwa Świata mężczyzn      | Stambuł 31 marca – 9 kwietnia 2016         | III Dywizja                |                   |           |                   |        |
| Mistrzostwa Świata kobiet        | Kamloops 28 marca – 4 kwietnia 2016        | Elita                      |                   |           |                   |        |
| Mistrzostwa Świata kobiet        | Aalborg 25 – 31 marca 2016                 | I Dywizja Grupa A          |                   |           |                   |        |
| Mistrzostwa Świata kobiet        | Asiago 4 – 10 kwietnia 2016                | I Dywizja Grupa B          |                   |           |                   |        |
| Mistrzostwa Świata kobiet        | Bled 2 - 8 kwietnia 2016                   | II Dywizja Grupa A         |                   |           |                   |        |
| Mistrzostwa Świata kobiet        | Jaca 29 lutego – 6 marca 2016              | II Dywizja Grupa B         |                   |           |                   |        |
| Mistrzostwa Świata kobiet        | Sofia 7 – 10 grudnia 2015                  | Kwalifikacje do II Dywizji | Rumunia           | Hongkong  | Południowa Afryka |        |
| Mistrzostwa Świata Juniorów      | Helsinki 26 grudnia 2015 – 5 stycznia 2016 | Elita                      | Finlandia         | Rosja     | Stany Zjednoczone |        |
| Mistrzostwa Świata Juniorów      | Wiedeń 13 - 19 grudnia 2015                | I Dywizja Grupa A          | Łotwa             | Austria   | Kazachstan        |        |
| Mistrzostwa Świata Juniorów      | Megève 12 - 18 grudnia 2015                | I Dywizja Grupa B          | Francja           | Polska    | Wielka Brytania   |        |
| Mistrzostwa Świata Juniorów      | Elektrėnai 13 - 19 grudnia 2015            | II Dywizja Grupa A         | Węgry             | Litwa     | Estonia           |        |
| Mistrzostwa Świata Juniorów      | Nowy Sad 17 - 23 stycznia 2016             | II Dywizja Grupa B         | Rumunia           | Hiszpania | Serbia            |        |
| Mistrzostwa Świata Juniorów      | Meksyk 15 - 24 stycznia 2016               | III Dywizja                | Meksyk            | Bułgaria  | Nowa Zelandia     |        |
| Mistrzostwa Świata Juniorów U-18 | Grand Forks 14 – 24 kwietnia 2016          | Elita                      |                   |           |                   |        |
| Mistrzostwa Świata Juniorów U-18 | Mińsk 9 - 15 kwietnia 2016                 | I Dywizja Grupa A          |                   |           |                   |        |
| Mistrzostwa Świata Juniorów U-18 | Asiago 18 - 24 kwietnia 2016               | I Dywizja Grupa B          |                   |           |                   |        |
| Mistrzostwa Świata Juniorów U-18 | Braszów 4 - 10 kwietnia 2016               | II Dywizja Grupa A         |                   |           |                   |        |
| Mistrzostwa Świata Juniorów U-18 | Valdemoro 26 marca - 1 kwietnia 2016       | II Dywizja Grupa B         |                   |           |                   |        |
| Mistrzostwa Świata Juniorów U-18 | Sofia 14 - 20 marca 2016                   | III Dywizja Grupa A        |                   |           |                   |        |
| Mistrzostwa Świata Juniorów U-18 | Kapsztad 14 - 19 lutego 2016               | III Dywizja Grupa B        |                   |           |                   |        |
| Mistrzostwa Świata Juniorek      | St. Catharines 8 - 15 stycznia 2016        | Elita                      | Stany Zjednoczone | Kanada    | Szwecja           |        |
| Mistrzostwa Świata Juniorek      | Miszkolc 10 - 16 stycznia 2016             | I Dywizja                  | Japonia           | Niemcy    | Słowacja          |        |
| Mistrzostwa Świata Juniorek      | Spittal an der Drau 7 - 11 stycznia 2016   | Kwalifikacje do I Dywizji  | Austria           | Włochy    | Kazachstan        |        |
| ZIOM                             | Lillehammer 12 – 21 lutego 2016            | Chłopcy                    |                   |           |                   |        |
| ZIOM                             | Lillehammer 12 – 21 lutego 2016            | Dziewczęta                 |                   |           |                   |        |
| Azjatycki Puchar Challenge IIHF  | Abu Zabi 12 - 18 marca 2016                | Top Dywizja mężczyzn       |                   |           |                   |        |
| Azjatycki Puchar Challenge IIHF  | Biszkek 9 - 14 kwietnia 2016               | I Dywizja mężczyzn         |                   |           |                   |        |
| Azjatycki Puchar Challenge IIHF  | Tajpej 21 - 26 marca 2016                  | Kobiety                    |                   |           |                   |        |

### Euro Hockey Tour
| Zawody                                  | Miejsce i data                                                      | 1 miejsce | 2 miejsce | 3 miejsce | Źródło |
| --------------------------------------- | ------------------------------------------------------------------- | --------- | --------- | --------- | ------ |
| Karjala Cup                             | Helsinki (Finlandia) oraz Örnsköldsvik (Szwecja) 5–8 listopada 2015 | Szwecja   | Finlandia | Rosja     |        |
| Channel One Cup                         | Moskwa (Rosja) oraz Praga (Czechy) 17–20 grudnia 2015               | Czechy    | Szwecja   | Finlandia |        |
| Klasyfikacja generalna Euro Hockey Tour |                                                                     |           |           |           |        |